# Параллелизуемое многообразие
Параллелизуемое многообразие — многообразие {\displaystyle M} размерности {\displaystyle n}, допускающее поле реперов {\displaystyle e=(e_{1},e_{2},...,e_{n})}, то есть {\displaystyle n} линейно независимых в каждой точке векторных полей {\displaystyle e_{i}}. 
Поле {\displaystyle e} задает изоморфизм касательного расслоения {\displaystyle TM\to M}
на тривиальное расслоение {\displaystyle \mathbb {R} ^{n}\times M\to M}, сопоставляющий касательному вектору {\displaystyle v\in TM} его координаты относительно репера {\displaystyle e} и его начало. 
Поэтому параллелизуемое многообразие можно также определить как многообразие, имеющее тривиальное касательное расслоение. 

## Примеры
- открытые подмногообразия евклидова пространства,
- все трёхмерные ориентируемые многообразия,
- произвольные группы Ли,
- многообразие реперов произвольного многообразия.
- Сферы {\displaystyle S^{n}} являются параллелизуемыми только при {\displaystyle n=1,3,7}.

## Свойства
- Для параллелизуемости 4-мерного многообразия необходимо и достаточно обращение в нуль его второго характеристического класса Штифеля — Уитни.
- В общем случае равенство нулю всех характеристических классов Штифеля — Уитни, Чжэня и Понтрягина является необходимым, но  недостаточным   условием   для того, чтобы многообразие  {\displaystyle M} было  параллелизуемо.